# 圣克鲁斯岛 (哥伦比亚)
聖克魯斯島（西班牙語：Santa Cruz del Islote）是哥伦比亚北部加勒比海圣贝尔纳多群岛中的一座小岛，属玻利瓦尔省管辖。该岛面积仅为0.012平方公里，却居住着超过1200人，被认为是世界上人口密度最大的岛屿。